# Aéroport de Kalamata
L’aéroport international de Kalamata « capitaine Vassílis Konstantakópoulos » (en grec moderne : Κρατικός Αερολιμένας Καλαμάτας «Καπετάν Βασίλης Κωνσταντακόπουλος», code IATA : KLX • code OACI : LGKL) est un aéroport desservant la ville de Kalamata dans le Péloponnèse, en Grèce.
Ouvert en 1959, il est situé à l'ouest de ville de Kalamata sur les bords du fleuve Pamissos qui marque la limité entre les dèmes de Kalamata et Messini (la ville de Messini se trouve à l'ouest de l'aéroport). L'aéroport est dédié essentiellement au vols charters depuis 1986. Son nouveau terminal fut inauguré en 1991. Il fut rebaptisé de son nom actuel en 2012, en l'honneur de l'armateur Vassílis Konstantakópoulos (en).
Une zone sert de base aérienne pour la force aérienne grecque.

## Situation

### Carte des aéroports en Grèce
| \| 50 km1:6 137 000 \| Agrinion Aktion Alexandreia Alexandroúpoli Andravida Áraxos Astypalée Athènes · E. Venizélos Céphalonie La Canée Chios Corfou Héraklion Icarie Ioannina Kalamata Kalymnos Karpathos Kassos Kastellórizo Kastoria Kavala Cythère Kos Kotroni Kozani Larissa Lemnos Leros Milos Mykonos Mytilène Naxos Néa Anchíalos Paros Rhodes Maritsa Samos Santorin Sitía Skiathos Skyros Sparte Syros Tanagra Tatoi Thessalonique Tripoli Tympaki Zante Kastelli |
| 50 km1:6 137 000 |

## Statistiques
Pour des raisons techniques, il est temporairement impossible d'afficher le graphique qui aurait dû être présenté ici.

Voir la requête brute et les sources sur Wikidata.

## Compagnies aériennes et destinations
| Compagnies                    | Destinations |
| ----------------------------- | --- |
| Aegean Airlines               | En saison : - Athènes E.-Venizélos, - Copenhague-Kastrup, - Helsinki-Vantaa, - Munich-F. J. Strauß, - Stockholm-Arlanda, - Tel Aviv - Ben Gourion |
| Air France                    | En saison : Paris-Charles de Gaulle |
| Austrian Airlines             | En saison : Vienne-Schwechat |
| British Airways               | En saison : Londres-Heathrow |
| Condor                        | En saison : Düsseldorf, Francfort, Munich-F. J. Strauß                                                                                            |
| easyJet                       | En saison : Londres-Gatwick |
| Edelweiss Air                 | En saison : Zurich |
| Eurowings                     | En saison : Düsseldorf |
| Jet2.com                      | En saison : Birmingham, Londres-Stansted, Manchester                                                                                              |
| Lufthansa                     | En saison : Munich-F. J. Strauß |
| Marathon Airlines             | En saison charter : Innsbruck-Kranebitten |
| Neos                          | En saison : Milan-Malpensa |
| Olympic Air                   | Thessalonique-Makedonía |
| Ryanair                       | En saison : Bergame-Orio al Serio, Londres-Stansted, Vienne-Schwechat                                                                             |
| Smartwings                    | En saison charter : Prague-Václav-Havel |
| Swiss International Air Lines | En saison : Genève-Cointrin |
| Transavia                     | En saison : Amsterdam |
| Transavia France              | En saison : Paris-Orly |
| Volotea                       | En saison : Lille Lesquin, Lyon-Saint-Exupéry, Nantes-Atlantique                                                                                  |

Édité le 18/12/2019. Actualisé le 12/05/2023.